# Mille Gejl
Mille Gejl Jensen (* 23. September 1999) ist eine dänische Fußballspielerin. Die Angriffsspielerin spielte von 2021 bis 2022 für BK Häcken und seit 2019 in der dänischen Nationalmannschaft. Seit September 2024 spielt sie für Crystal Palace in der FA Women’s Super League.

## Karriere

### Vereine
Gejl begann bei Varde IF. 2015 wechselte sie zu KoldingQ, 2018 wechselte sie zum dänischen Meister Brøndby IF. Mit dem Verein wurde sie 2019 Meister in ihrer Heimat und erreichte zweimal das Pokalfinale. Mit Brøndby nahm sie erstmals an der UEFA Women’s Champions League 2018/19 teil, wo sie im Achtelfinale am norwegischen Meister Lillestrøm SK Kvinner scheiterten. Im Viertelfinale hatte sie beim 2:2 im Hinspiel gegen den italienischen Meister Juventus Turin ihr erstes CL-Tor geschossen. Ein Jahr später erreichten sie wieder das Achtelfinale, wo sie auf Glasgow City FC trafen, sie aber nicht eingesetzt wurde. Nachdem beide Mannschaften ihre Heimspiele mit 0:2 verloren, schieden die Däninnen im Elfmeterschießen aus. Im Sechzehntelfinale der UEFA Women’s Champions League 2020/21 trafen sie auf Vålerenga Oslo. Wegen der COVID-19-Pandemie mussten die für Dezember terminierten Spiele in den Februar verschoben werden, Ende Januar einigten sich dann beide Spiele die Entscheidung in nur einem Spiel zu suchen, das dann nach 120 Minuten 1:1 stand. Im anschließenden Elfmeterschießen gehörte sie zu den erfolgreichen dänischen Schützinnen. Im Achtelfinale treffen sie dann aber im März auf Titelverteidiger Olympique Lyon.
Im Juni 2021 wechselte sie in die Damallsvenskan zum BK Häcken. In der UEFA Women’s Champions League 2021/22 erreichte sie nach zwei Siegen im Qualifikationsfinale gegen Vålerenga Oslo die erstmals ausgetragene Gruppenphase. Hier konnten sie aber nur das Auswärtsspiel gegen Benfica Lissabon gewinnen. Die anderen Spiele wurden verloren, so dass sie als Gruppenletzte ausschieden. Gejl kam in allen acht Spielen zum Einsatz, wobei sie je viermal ein- und ausgewechselt wurde. In der Qualifikation für die UEFA Women’s Champions League 2022/23 schied sie mit Häcken nach zwei Niederlagen gegen Paris Saint-Germain aus.
Im Januar 2023 wechselte sie zum Franchise North Carolina Courage, wo sie einen Zweijahresvertrag erhielt. Im Februar 2024 wurde sie an HSC Montpellier ausgeliehen.
Im August 2024 wechselte sie zum Erstliga-Aufsteiger Crystal Palace, der aber am Ende der Saison auf dem letzten Platz landete und damit wieder absteigt.

### Nationalmannschaften
Nach sechs Spielen mit der U-16 Mannschaft im Juli und September 2014, nahm sie mit der U-17-Mannschaft im Oktober an der ersten Qualifikationsrunde zur U-17-Fußball-Europameisterschaft der Frauen 2015 teil. Mit drei Siegen und 23:0 Toren erreichten sie beim Turnier in Mazedonien die zweite Runde. Bei dieser konnten sie im April 2015 nur einen Punkt gegen Schweden holen, verloren aber gegen Norwegen und die gastgebenden Österreicherinnen jeweils mit 0:1. Beim nächsten Anlauf schossen sie beim Turnier in Ungarn in der ersten Runde diesmal zwar nur acht Tore, wozu sie drei, davon das einzige gegen die Gastgeberinnen erzielte. Da sie aber wieder kein Gegentor kassierten, erreichten sie ohne Punktverlust die zweite Runde. Diese fand im März 2016 in Nordirland statt und gegen die Nordirinnen führte sie ihre Mannschaft als Kapitänin zu einem 4:0-Sieg. Auch das zweite Spiel gegen die Ukraine, bei dem sie aber nicht mitwirkte, wurde gewonnen (7:0), durch eine 0:2-Niederlage gegen Spanien verpassten sie aber erneut die Endrunde. Im September bestritt sie dann ihre ersten Spiele für die U-19-Mannschaft, zwei Freundschaftsspiele gegen die Schweiz. Im Oktober konnte sie sich dann mit der Mannschaft bei einem Turnier in Montenegro für die zweite Qualifikationsrunde zur U-19-Fußball-Europameisterschaft der Frauen 2017 qualifizieren und erzielte dabei ihre ersten beiden Tore für die U-19-Mannschaft. In dieser konnten sie zweimal mit 5:0 gegen gastgebende Türkinnen und Tschechinnen gewinnen, verloren aber mit 0:2 gegen England, so dass die Endrunde ohne sie stattfand, da sie nur zweitbeste Gruppenzweite waren. Beim nächsten Mal konnten sie im September in Litauen alle drei Spiele gewinnen, wobei sie nur bei den 5:1-Siegen gegen Litauen und die Slowakei eingesetzt wurde, gegen die sie ihre Mannschaft mit 1:0 in Führung gebracht hatte. Diesmal konnten sie aber auch die zweite Runde erfolgreich beenden. Beim Turnier im April in Portugal gewannen sie alle drei Spiele. Bei der Endrunde im Juli 2018 in der Schweiz verloren sie zwar das erste Gruppenspiel gegen Deutschland mit 0:1, durch Siege gegen Italien und die Niederlande waren sie aber am Ende punktgleich mit den Deutschen und den Niederländerinnen, hatten aber die bessere Tordifferenz, so dass sie als Gruppensiegerinnen ins Halbfinale einzogen. Dies verloren sie aber gegen den letztlich erfolgreichen Titelverteidiger Spanien mit 0:1, womit ihre Zeit in der U-19 endete. Im November 2018 hatte sie dann noch einen Einsatz in der U-23-Mannschaft gegen Finnland.
Finnland war dann auch Gegner bei ihrem ersten Einsatz in der A-Nationalelf. Bei einem Trainingslager im Januar 2019 auf Zypern wurde sie gegen die Finninnen zur zweiten Halbzeit für Kapitänin Pernille Harder eingewechselt und erzielte mit ihrem ersten A-Länderspieltor das Tor des Tages. Beim Algarve-Cup 2019 folgten drei weitere Einsätze, wobei sie beim 0:1 im Spiel um Platz 5 gegen Schottland erstmals über 90 Minuten spielte.
Im ersten Spiel der Qualifikation zur EM 2022 erzielte sie beim 8:0-Sieg gegen Malta sieben Minuten nach ihrer Einwechslung ihr erstes Pflichtspieltor zum 6:0-Zwischenstand. Es folgten noch zwei Einsätze in den Qualifikationsspielen im Oktober, wo sie jeweils eine Halbzeit mitwirkte. Danach kam sie aber noch nicht wieder zum Einsatz, wurde aber nach der COVID-19-bedingten Länderspielpause für zwei Qualifikationsspiele im September 2020 nominiert. In den ersten acht Spielen der Qualifikation für die WM 2023 wurde sie fünfmal ein- und zweimal ausgewechselt, wobei ihr drei Tore gelangen. Nach dem Ausschluss der Russinnen wegen des völkerrechtswidrigen russischen Überfalls auf die Ukraine stehen die Däninnen vorzeitig als WM-Teilnehmerinnen fest, an der sie zuletzt 2007 teilnahmen.
Am 16. Juni wurde sie für die EM-Endrunde nominiert. Bei der EM wurde sie in nur im ersten Gruppenspiel eingesetzt, das gegen Deutschland mit 0:4 verloren wurde. Ohne sie gewannen die Däninnen gegen Finnland mit 1:0 und verloren gegen Spanien mit 0:1, so dass sie als Gruppendritte ausschieden.
Am 30. Juni wurde sie für die WM-Endrunde in Australien und Neuseeland nominiert, wurde in zwei der vier Spiele ihres Teams jeweils in der 63. Minute eingewechselt und schied mit der Mannschaft im Achtelfinale gegen die Australierinnen aus.
Da erstmals das Abschneiden bei der WM für die europäischen Teams nicht entscheidend für die Qualifikation zu den Olympischen Spielen 2024 war, hatten die Däninnen noch die Chance sich über die UEFA Women’s Nations League 2023/24 für die Spiele in Paris zu qualifizieren. Die Däninnen konnten auch im ersten Spiel den härtesten Konkurrenten Deutschland mit 2:0 besiegen, verloren aber nach drei weiteren Siegen gegen die anderen Gruppengegner das Rückspiel in Deutschland mit 0:3 und auch das letzte Heimspiel gegen Island. Damit verpassten sie als Gruppenzweite das Final Four Turnier, bei dem um zwei Olympiatickets gespielt wurde. Mille wurde in vier Spielen eingesetzt.
In der erfolgreichen Qualifikation für die EM 2025 hatte sie nur einen zweiminütigen Kurzeinsatz im zweiten Gruppenspiel.

## Erfolge

### Vereine
- 2019: Dänische Meisterin
- 2023: NWSL-Challenge-Cup-Siegerin